# 三毛猫ホームズの用心棒
『三毛猫ホームズの用心棒』（みけねこホームズのようじんぼう）は、日本の小説家赤川次郎によって2009年に発表された三毛猫ホームズシリーズの短編集である。

## 主な登場人物
- 片山義太郎 - 警視庁捜査一課のダメ刑事
- 片山晴美 - 義太郎の妹
- 石津刑事 - 晴美に恋をする猫嫌いの刑事
- ホームズ - 三毛猫

## 収録作品
- 三毛猫ホームズの水泳教室（初出『ミステリマガジン』早川書房、1980年4月号。）
幽霊シリーズとのコラボ作品
『冬の旅人』（大和書房、1985年9月 角川文庫、1986年3月に収録。
- 三毛猫ホームズの英雄伝説（初出『野性時代』1994年3月号。）
『名探偵の挑戦状』（カドカワノベルズ、1994年6月 角川文庫、1996年9月）に収録。
- 三毛猫ホームズの殺人協奏曲（初出『おとなりも名探偵』（カドカワノベルズ、1996年11月 角川文庫、2000年7月）
初出時のタイトルは、「三毛猫ホームズの四捨五入」
- 三毛猫ホームズのいたずら書き（初出『愛蔵版　三毛猫ホームズの推理』（光文社、2006年3月25日） ISBN 978-4-334-92488-1
- 三毛猫ホームズの用心棒（初出『小説宝石』2009年6月号・7月号）

## 書誌情報
- 『三毛猫ホームズの用心棒』（光文社カッパノベルス、2009年12月15日） ISBN 978-4-334-07688-7
- 『三毛猫ホームズの用心棒』（光文社光文社文庫、2013年4月20日） ISBN 978-4-334-76564-4